# Peggy Zina
Panagiota Kalliopi Chrysikopoulou (griechisch Παναγιώτα Καλλιόπη Χρυσικοπούλου, * 8. März 1975 in Athen), bekannt unter ihrem Künstlernamen Peggy Zina (Πέγκυ Ζήνα), ist eine griechische Sängerin.

## Karriere
Zina ist die Tochter der Sängerin Stella Chrysikopoulou und ihres Mannes Georgios Zinas. Während ihrer Schulzeit lernte sie Klavier und tanzen. Anfangs arbeitete sie beim Theater.
Ihre Musikkarriere begann Mitte der 1990er Jahre mit der Veröffentlichung des Debüt-Albums Peggy Zina. 
In den 2000er Jahren hat sie anschließend fast jedes Jahr ein Album herausgebracht.
Über die Jahre machte sie mit Songs wie Ime Kala, Matono oder Ego Ta Spao auf sich aufmerksam.

## Diskografie

### Alben
- 1995: Peggy Zina
- 1998: Anevaines
- 2001: Ena Hadi
- 2002: Vres Enan Tropo
- 2003: Mazi Sou
- 2004: Matono
- 2005: Noima
- 2006: Ena
- 2007: Trekse
- 2009: To Pathos Einai Aformi
- 2010: Evaisthiti... I Logiki
- 2012: Sou Hrostao Akoma Ena Klama
- 2015: Para Polla
- 2018: Ela
- 2021: I Peggy Zina Erminevi Marios Tokas (Konzeptalbum)

### Kompilationen
- 2005: Ta Prota Hronia
- 2008: Best of +
- 2017: Best of
- 2022: Ehi sinnefa apopse

### Live-Alben
- 2013: Live
- 2021: Streaming Living Concert

### EPs
- 2000: Ti Th' Akouso Akoma
- 2006: Noima Plus

### Singles (Auswahl)
- 2000: Ti Th' Akouso Akoma
- 2003: Ime Kala
- 2003: Distihos
- 2003: Mazi Sou
- 2003: Imaste Horia (mit Nikos Vertis)
- 2003: Hanomaste (mit Nikos Vertis)
- 2003: Den Axizis (Original: Tarkan – Dudu)
- 2004: Matono
- 2004: Efiges
- 2005: Mi Rotate
- 2006: Ego Ta Spao
- 2006: Ena
- 2012: Sou Hrostao Akoma Ena Klama
- 2013: Oute Fili Oute Ehthri (Original: Yalın – Zalim)
- 2015: Moni Kardia
- 2016: Mou Lipis
- 2019: Mesa Mou Kati Egine

Quelle: